# Richard Burgi
Richard William Burgi (Montclair, Nueva Jersey, 30 de julio de 1958) es un actor y modelo estadounidense. Es conocido por sus participaciones como el Detective Jim Ellison en The Sentinel y como Karl Mayer en Desperate Housewives.

## Biografía

### Vida personal
Burgi nació en los suburbios de Montclair, Nueva Jersey. Su familia estuvo involucrada en el teatro comunitario. Su hermano es Chuck Burgi, un baterista de rock muy conocido que ha compartido escenario con distintos artistas, entre ellos Billy Joel. Después de la secundaria, Burgi viajó a través de los EE. UU. y Europa, tomando trabajos ocasionales.
Burgi se casó con Lori Kahn el 25 de noviembre de 1995. Tuvieron dos hijos, Jack, nacido el 8 de diciembre de 1996, y Samuel, nacido el 15 de agosto de 2000, y vivieron en Laguna Beach, California, hasta su divorcio en 2011. 
En febrero de 2012, Burgi contrajo matrimonio con Liliana López.

### Carrera
Burgi comenzó su carrera en Nueva York, interpretando papeles regulares en series televisivas norteamericanas (soap opera como One Life to Live, Another World y As The World Turns). Luego de mudarse a Los Ángeles, actuó en la serie Days of our Lives y apareció en diversos programas de televisión (incluyendo la película Chamaleons de 1989), gracias a lo cual obtuvo un papel en la serie Viper. Su primer papel protagonista sería en One West Waikiki (1994).
Burgi fue elegido como el protagonista de la serie The Sentinel (1996-1999), cancelada después de tres temporadas. Al no resolverse las cuestiones clave del argumento, los seguidores de la misma realizaron una campaña para que se filmara media temporada dándole el debido final. Más tarde consiguió papeles recurrentes en The District, 24 y Judging Amy, así como pequeños papeles en otras series y en el cine. En 1998 protagonizó el remake televisivo de la película I Married a Monster from Outer Space, que llevó por título I Married a Monster.
Desde el año 2004, Burgi ha participado con papeles protagónicos en series como Desperate Housewives, Harper's Island y Hot in Cleveland, entre otras, y ha aparecido como actor invitado en Law & Order: Special Victims Unit, Chuck y One Tree Hill, por mencionar solo algunas. También protagonizó en la pantalla grande el thriller Cellular (2004), así como Fun with Dick and Jane, un remake de la película homónima de 1977, y el romance In Her Shoes junto a Toni Collette. En 2007, participa en la película de terror Hostel: Part II y, en 2009, en Friday the 13th.

## Filmografía parcial

### Cine y televisión
- Desperate Housewives - Karl Mayer
- Starship Troopers 2: Hero of the Federation - Capitán V. J. Dax
- En sus zapatos - Jim Danvers
- Hostel: Part II
- Decoys - Detective Francis Kirk
- Viper - Lane Cassidy
- One West Waikiki - Detective Mack Wolfe
- Harper's Island - Thomas Wellington
- Chuck - Clyde Decke
- Wheelmen
- Hot in Cleveland - El tipo bueno
- One Tree Hill - Ted Davis
- Firefly - Teniente Womack